# Candy月刊
《Candy月刊》是由台灣的長鴻出版社出版的少女漫畫月刊。於2004年3月創刊，每月10日發行，售價新臺幣138元；2008年4月改為每月1日發行，售價為新臺幣100元。所連載的日本漫畫，原本由小學館的4本少女漫畫月刊《少女コミック》（Sho-Comi）、《Cheese!》、《月刊flowers》、《プチコミック》（Petit comic）中挑選出連載作品；2008年6月及2013年1月分別加入角川書店及白泉社的篇章連載。2016年6月停刊；7月轉型電子月刊「Dear Candy」創刊，僅部分連載陣容雷同。Dear Candy電子月刊於2019年3月停刊，國人漫畫轉移至愛創作中文網連載。

## 紙本停刊前的陣容
連載作品
| 作品名稱           | 作者     | 備註                                             |
| ------------------ | -------- | ------------------------------------------------ |
| 蜂蜜初戀           | 水瀨藍   | 紙本停刊後直接出單行本；出版完畢                 |
| 小雪會墜入地獄嗎   | 藤原飛呂 | 紙本停刊後直接出單行本；出版完畢                 |
| 她愛上了我的謊     | 青木琴美 | 紙本停刊後直接出單行本；出版完畢                 |
| 燄凰-凝秦遺夢      | 吳柔萱   | 有移籍Dear Candy；電子月刊停刊後移籍愛創作中文網 |
| 未成年愛狠大       | 水波風南 | 紙本停刊前休載中、停刊後直接出單行本；出版完畢   |
| 戀愛、妖怪與學生會 | 白石由希 | 紙本停刊後直接出單行本；出版完畢                 |
| 半顆星願           | 蘇茉茉   | 有移籍Dear Candy                                 |
| 戀愛糾察不NG！     | 小布     | 有移籍Dear Candy                                 |
| 傾聽我的心         | 雞蛋     | 有移籍Dear Candy；2018年2月號最終回完結          |
| 31☆idream          | 種村有菜 | 有移籍Dear Candy；電子月刊停刊後直接出單行本     |
| 微甜關係           | 綺霏     | 有移籍Dear Candy；2016年11月號最終回完結         |

人氣特企
- 愛的漫畫教學
- CANDY GIRL卡卡
- 心靈糖果屋
- CANDY放送局
- CANDY主編IN話室

## 曾連載至完結的作品
- 絕對達令（渡瀨悠宇）
- 霸王愛人（新條真由）
- 烈愛罪人（北川美幸）
- 初戀的悸動（宮坂香帆）
- 天生戀人（長江朋美）
- 愛十少女（杉惠美子）
- 普希金的天使（齊藤千穗）
- 魅力反射ARDOUR（吳柔萱）
- 我的初戀情人（青木琴美）
- 搖滾藍薔薇！（新條真由）
- 砂時計（蘆原妃名子）
- 超萌系甜心（志賀乃夷織）
- 我的守護騎士（嶋木明子）
- 天才公主（熊谷杏子）
- 戀愛起跑線（藤原佳子）
- 暴君和他的瑪莉亞（心步由美）
- 放學後的橘色戀曲（熊谷幸子）
- 戀花翩翩（蜜樹海湖）
- 可愛不夠看！（咲坂芽亞）
- 戀愛花蕾（珞櫻）
- 型男高中（和泉兼好）
- 親親虎牙咬一口（咲坂芽亞）
- 空色彩蝶（熊谷杏子）
- 蜜味之血（蜜樹海湖）
- 瞬間戀上你（咲坂芽亞）
- 野男孩的調教方法（白石由希）
- Candy girl 卡卡（蝦米）（由特企轉為連載）
- 吸血鬼騎士（樋野茉理）（原連載於 Lamon拉夢我的漫畫誌（2008年3月停刊）；2013年1月移籍Candy連載再開、同年9月連載完畢）
- 花森林裡的薰王子（白石由希）
- 任性少爺的愛情獵物♡（白石由希）
- 學生會長是女僕！（藤原飛呂）
- Stars-心星之眸（莯芽里）
- 謎樣的愛子（花緒莉）
- 超新星伸展台（此特企為長鴻新星徵稿刊載）
  - 8:00PM（SAYA&蒲亞宸）
  - 失戀第3天（菜菜）
- 我是她的、俘虜（白石由希）
- 手裏劍和百褶裙（樋野茉理）

## 曾連載作品（後續不明）
- 傻傻未知愛（宮坂香帆）
- 愛你唷Bye!Bye!（心步由美）
- 蜜桃momo親親（蜜樹海湖）
- 國王的秘蜜城堡（蜜樹海湖）
- 聲優一年生（如月弘鷹）
- 機動戰士-鋼彈吉翁公國幼年學校（新條真由）
- 我們的秘蜜同盟（小布X尾緹）
- 進擊Candy的雞蛋（雞蛋）
- 戀色飛行-空色憂鬱（吳宇實）
- 告白委員會（花花）
- 糖果小日子（菲希納）

## 外部連結
- 長鴻出版社網頁